# Cabiao
Cabiao ist eine philippinische Stadtgemeinde in der Provinz Nueva Ecija.
Cabiao grenzt an San Isidro und Arayat in der Provinz Pampanga, sowie an Concepcion in der Provinz Tarlac.
Cabiao ist ein Standort der Polytechnic University of the Philippines.

## Baranggays
Cabiao ist politisch unterteilt in 23 Baranggays.
| - Bagong Buhay („Lote“) - Bagong Sikat - Bagong Silang - Concepcion - Entablado - Maligaya - Natividad North (Pob.) - Natividad South (Pob.) - Palasinan - San Antonio („Pantalan“) - San Fernando Norte - San Fernando Sur | - San Gregorio - San Juan North (Pob.) - San Juan South (Pob.) - San Roque - San Vicente - Santa Rita - Sinipit - Polilio - San Carlos - Santa Isabel - Santa Ines |

## Söhne und Töchter
- Jose Elmer Imas Mangalinao (* 1960), römisch-katholischer Geistlicher, Bischof von Bayombong